# 第20回先進国首脳会議
第20回先進国首脳会議（だい20かいせんしんこくしゅのうかいぎ）は、1994年7月8日から10日までイタリアのナポリで開催された先進国首脳会議。通称ナポリ・サミット。

## 出席首脳
- シルヴィオ・ベルルスコーニ（議長・イタリア首相）
- ヘルムート・コール（ドイツ首相）
- ジョン・メージャー（イギリス首相）
- ビル・クリントン（アメリカ合衆国大統領）
- フランソワ・ミッテラン（フランス共和国大統領）
- ジャン・クレティエン（カナダ首相）
- 村山富市（日本国内閣総理大臣）
- ジャック・ドロール（欧州委員会委員長）

## その他
日本の総理大臣の村山富市はサミット開会前のレセプションで、腹痛と下痢を起こして中座し、翌日も体調が回復しなかったため一部の会議を欠席した。村山は海外訪問の経験が少なかったため、滞在中は現地の飲食物に非常に注意しており、滞在先の総領事公邸で出された食事にしか手をつけなかった。しかし、会談前に各国首脳が屋外で歓談した際、ウェイターが差し出した桃のジュースをうっかり飲んでしまい、それに当たった。同日夕刻のレセプションの時間にはすでに体調が悪く、一切の料理に手をつけなかった。当時の報道では原因は「食べ慣れないオリーブ油を多量に使ったイタリア料理を食べたため」などと言われた。
また、現地の新聞に日本の首相の顔写真は同じ「ムラヤマ」姓のためか、元大蔵大臣の村山達雄の顔写真が間違って掲載されてしまった。